# Leucomelas juvenilis
Leucomelas juvenilis är en fjärilsart som beskrevs av Bremer 1864. Leucomelas juvenilis ingår i släktet Leucomelas och familjen nattflyn. Inga underarter finns listade i Catalogue of Life.